# Gustav Adolf Amberger

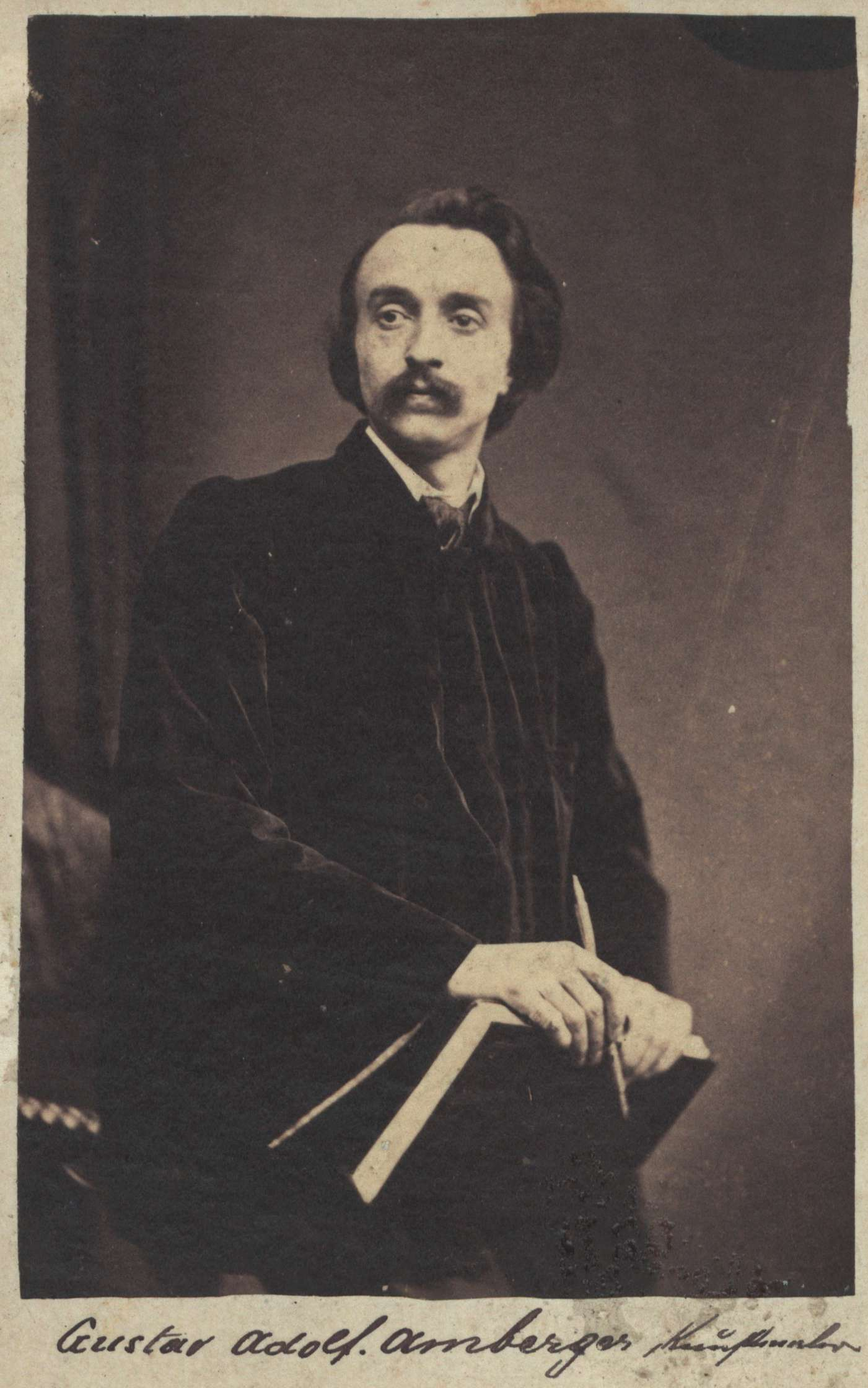
Gustav Adolf Amberger (zwischen 1860 und 1880)

Gustav Adolf Amberger (* 28. Mai 1831 in Solingen; † 26. Februar 1896 in Baden-Baden) war ein deutscher Maler und Grafiker.

## Leben und Werk
Gustav Adolf Amberger war der zweite Sohn des Buchbinders und Buchdruckers Friedrich Gerhard Amberger († 1844) und der aus Zürich stammenden Zeichenlehrerin Anna Barbara, geborene Esslinger (1792–1868). Sie war die Schwester des Kupferstechers Johann Martin Esslinger (1793–1841).
Amberger besuchte die Schulen in Solingen und Elberfeld. Vier Jahre nach dem Tod seines Vaters zog er 1848 zu seinem acht Jahre älteren Bruder Hermann nach Basel. Dieser war an der Revolution 1848/1849 beteiligt und flüchtete anschließend nach Basel, wo er sich zusammen mit Jakob Lukas Schabelitz als Buchhändler etablierte. Mit Unterstützung seines Bruders besuchte Amberger die von Philipp Emanuel von Fellenberg gegründete Schule in Hofwil, die er nach kurzer Zeit wieder verließ. Nach einem Aufenthalt in Basel lebte er zwei Jahre in Rom und erlernte das Malerhandwerk bei Peter von Cornelius. In Rom lernte er u. a. Arnold Böcklin kennen. Eines seiner ersten Werke war das Gemälde Die Ozeanide. Dieses kam später durch die Vermittlung von Charlotte von Preußen in die Sowjetunion.
Wieder in Basel arbeitete Amberger als Dessinateur in der von Philipp Trüdinger gegründeten Bandfabrik. Um 1870 war er der Hofmaler des Landgrafen von Hessen. In Antwerpen war er ein Schüler von Joseph van Lerius und fertigte zahlreiche Kopien an, von denen Les deux voies die bekannteste ist. Als Günstling des spanischen Königs unternahm er in den 1880er-Jahren Studienreisen nach Schweden und Norwegen. Amberger malte Motive von Sizilien, Italien, der Schweiz und Deutschland. Seine Werke wurden hauptsächlich nach Belgien, England, Sowjetunion und in die Vereinigten Staaten verkauft.
1863 heiratete Amberger die aus Basel stammende Witwe Klara Hellmann, geborene Eisenlohr. Anfang der 1870er-Jahre siedelten die beiden nach Baden-Baden über, wo Amberger 1886 verstarb.